# 55e cérémonie des Golden Globes
La 55e cérémonie des Golden Globes a eu lieu le 18 janvier 1998, récompensant les films et séries diffusés en 1997 et les professionnels s'étant distingués cette année-là.

## Palmarès
Les lauréats sont indiqués ci-dessous en premier de chaque catégorie et en caractères gras.

### Cinéma

#### Meilleur film dramatique
- Titanic
  - Amistad
  - The Boxer
  - Will Hunting (Good Will Hunting)
  - L.A. Confidential

#### Meilleur film musical ou comédie
- Pour le pire et pour le meilleur (As Good As It Gets)
  - The Full Monty - Le Grand Jeu (The Full Monty)
  - Des hommes d'influence (Wag the Dog)
  - Le Mariage de mon meilleur ami (My Best Friend's Wedding)
  - Men in Black

#### Meilleur réalisateur
- James Cameron pour Titanic
  - James L. Brooks pour Pour le pire et pour le meilleur (As Good As It Gets)
  - Curtis Hanson pour L.A. Confidential
  - Jim Sheridan pour The Boxer
  - Steven Spielberg pour Amistad

#### Meilleur acteur dans un film dramatique
- Peter Fonda pour le rôle d'Ulee Jackson dans L'Or de la vie (Ulee's Gold)
  - Matt Damon pour le rôle de Will Hunting dans Will Hunting (Good Will Hunting)
  - Daniel Day-Lewis pour le rôle de Danny Flynn dans The Boxer
  - Leonardo DiCaprio pour le rôle de Jack Dawson dans Titanic
  - Djimon Hounsou pour le rôle de Cinqué dans Amistad

#### Meilleure actrice dans un film dramatique
- Judi Dench pour le rôle de la reine Victoria dans La Dame de Windsor (Mrs. Brown)
  - Helena Bonham Carter pour le rôle de Kate Croy dans Les Ailes de la colombe (The Wings of the Dove)
  - Jodie Foster pour le rôle d'Ellie Arroway dans Contact
  - Jessica Lange pour le rôle de Ginny Cook Smith  dans Secrets (A Thousand Acres)
  - Kate Winslet pour le rôle de Rose Dewitt Bukater dans Titanic

#### Meilleur acteur dans un film musical ou une comédie
- Jack Nicholson pour le rôle de Melvin Udall dans Pour le pire et pour le meilleur (As Good As It Gets)
  - Jim Carrey pour le rôle de Fletcher Reede dans Menteur, menteur (Liar Liar)
  - Dustin Hoffman pour le rôle de Stanley Motss dans Des hommes d'influence (Wag the Dog)
  - Samuel L. Jackson pour le rôle d'Ordell Robbie dans Jackie Brown
  - Kevin Kline pour le rôle de Howard Brackett dans In and Out

#### Meilleure actrice dans un film musical ou une comédie
- Helen Hunt pour le rôle de Carol Connelly dans Pour le pire et pour le meilleur (As Good As It Gets)
  - Joey Lauren Adams pour le rôle d'Alyssa Jones dans Méprise multiple (Chasing Amy)
  - Pam Grier pour le rôle de Jackie Brown dans Jackie Brown
  - Jennifer Lopez pour le rôle de Selena Quintanilla Perez dans Selena
  - Julia Roberts pour le rôle de Jules Potter dans Le Mariage de mon meilleur ami (My Best Friend's Wedding)

#### Meilleur acteur dans un second rôle
- Burt Reynolds pour le rôle de Jack Horner dans Boogie Nights
  - Rupert Everett pour le rôle de George Downes dans Le Mariage de mon meilleur ami (My Best Friend's Wedding)
  - Anthony Hopkins pour le rôle de John Quincy Adams dans Amistad
  - Greg Kinnear pour le rôle de Simon Bishop dans Pour le pire et pour le meilleur (As Good As It Gets)
  - Jon Voight pour le rôle de Leo F. Drummond dans L'Idéaliste (The Rainmaker)
  - Robin Williams pour le rôle de Sean Maguire dans Will Hunting (Good Will Hunting)

#### Meilleure actrice dans un second rôle
- Kim Basinger pour le rôle de Lynn Bracken dans L.A. Confidential
  - Joan Cusack pour le rôle d'Emily dans In and Out
  - Julianne Moore pour le rôle de Amber Waves / Maggie dans Boogie Nights
  - Gloria Stuart pour le rôle de Rose Dawson Calvert dans Titanic
  - Sigourney Weaver pour le rôle de Janey Carver dans Ice Storm

#### Meilleur scénario
- Will Hunting (Good Will Hunting) – Ben Affleck et Matt Damon
  - Pour le pire et pour le meilleur (As Good As It Gets) – Mark Andrus et James L. Brooks
  - L.A. Confidential – Curtis Hanson et Brian Helgeland
  - Titanic – James Cameron
  - Des hommes d'influence (Wag the Dog) – Hilary Henkin et David Mamet

#### Meilleure chanson originale
- "My Heart Will Go On" interprétée par Céline Dion – Titanic
  - "Journey to the Past" interprétée par Aaliyah – Anastasia
  - "Once Upon a December" interprétée par Deana Carter – Anastasia
  - "Go the Distance" interprétée par Roger Bart – Hercule
  - "Tomorrow Never Dies" interprétée par Sheryl Crow – Demain ne meurt jamais (Tomorrow Never Dies)

#### Meilleure musique de film
- Titanic – James Horner
  - Bienvenue à Gattaca (Gattaca) – Michael Nyman
  - Kundun – Philip Glass
  - L.A. Confidential – Jerry Goldsmith
  - Sept ans au Tibet (Seven Years in Tibet) – John Williams

#### Meilleur film étranger
- Ma vie en rose •  Belgique
  - Artemisia •  France
  - Le Témoin du marié (Il testimone dello sposo) •  Italie
  - Lea •  République tchèque
  - Le Voleur et l'Enfant (Вор) •  Russie

### Télévision
Note : le symbole « ♕ » rappelle le gagnant de l'année précédente (si nomination).

#### Meilleure série dramatique
- X-Files : Aux frontières du réel (The X-Files) ♕
  - La Vie à tout prix (Chicago Hope)
  - Urgences (ER)
  - New York, police judiciaire (Law & Order)
  - New York Police Blues (NYPD Blue)

#### Meilleure série musicale ou comique
- Ally McBeal
  - Troisième planète après le Soleil (3rd Rock from the Sun) ♕
  - Frasier
  - Friends
  - Seinfeld
  - Spin City

#### Meilleure mini-série ou meilleur téléfilm
- George Wallace
  - Douze hommes en colère (12 Angry Men)
  - Don King: Only in America
  - Miss Evers' Boys
  - L'Odyssée (The Odyssey)

#### Meilleur acteur dans une série dramatique
- Anthony Edwards pour le rôle du Dr Mark Greene dans Urgences (ER)
  - Kevin Anderson (en) pour le rôle de Ray dans Une sacrée vie (Nothing Sacred)
  - George Clooney pour le rôle du Dr Doug Ross dans Urgences (ER)
  - David Duchovny pour le rôle de Fox Mulder dans X-Files : Aux frontières du réel (The X-Files) ♕
  - Lance Henriksen pour le rôle de Frank Black dans Millennium

#### Meilleure actrice dans une série dramatique
- Christine Lahti pour le rôle de  dans La Vie à tout prix (Chicago Hope)
  - Gillian Anderson pour le rôle de Dana Scully dans X-Files : Aux frontières du réel (The X-Files) ♕
  - Kim Delaney pour le rôle de Diane Russell dans New York Police Blues (NYPD Blue)
  - Roma Downey pour le rôle de Monica dans Les Anges du bonheur (Touched by an Angel)
  - Julianna Margulies pour le rôle de Carol Hathaway dans Urgences (ER)

#### Meilleur acteur dans une série musicale ou comique
- Michael J. Fox pour le rôle de Mike Flaherty dans Spin City
  - Kelsey Grammer pour le rôle du Dr Frasier Crane dans Frasier
  - John Lithgow pour le rôle de Dick Solomon dans Troisième planète après le Soleil (3rd Rock from the Sun) ♕
  - Paul Reiser pour le rôle de Paul Buchman dans Dingue de toi (Mad About You)
  - Jerry Seinfeld pour le rôle de Jerry Seinfeld dans Seinfeld

#### Meilleure actrice dans une série musicale ou comique
- Calista Flockhart pour le rôle d'Ally McBeal dans Ally McBeal
  - Kirstie Alley pour le rôle de Ronnie Anderson dans Les Dessous de Veronica (Veronica's Closet)
  - Ellen DeGeneres pour le rôle d'Ellen Morgan dans Ellen
  - Jenna Elfman pour le rôle de Dharma Montgomery dans Dharma et Greg (Dharma and Greg)
  - Helen Hunt pour le rôle de Jamie Buchman dans Dingue de toi (Mad About You) ♕
  - Brooke Shields pour le rôle de Susan dans Susan ! (Suddenly Susan)

#### Meilleur acteur dans une mini-série ou un téléfilm
- Ving Rhames pour le rôle de Don King dans Don King: Only in America
  - Armand Assante pour le rôle d'Ulysse dans L'Odyssée (The Odyssey)
  - Jack Lemmon pour le rôle du Juré n°8 dans Douze hommes en colère (12 Angry Men)
  - Matthew Modine pour le rôle de Matthew Modine dans Les secrets du silence (What the Deaf Man Heard)
  - Gary Sinise pour le rôle de George Wallace dans George Wallace

#### Meilleure actrice dans une mini-série ou un téléfilm
- Alfre Woodard pour le rôle d'Eunice dans Miss Evers' Boys
  - Ellen Barkin pour le rôle de Glory Marie Jackson dans Les Ailes de l'amour (Before Women Had Wings)
  - Jena Malone pour le rôle de Lilly Kate Burns dans Le Droit à l'espoir
  - Vanessa Redgrave pour le rôle de Graziella Luciano dans Bella Mafia
  - Meryl Streep pour le rôle de Lori Reimuller dans Au risque de te perdre (... First Do No Harm)

#### Meilleur acteur dans un second rôle dans une série, une mini-série ou un téléfilm
- George C. Scott pour le rôle du Juré n°3 dans Douze hommes en colère (12 Angry Men)
  - Jason Alexander pour le rôle de George Costanza dans Seinfeld
  - Michael Caine pour le rôle de Frederik de Klerk dans Mandela and de Klerk
  - David Hyde Pierce pour le rôle du Dr Niles Crane dans Frasier
  - Eriq La Salle pour le rôle du Dr Peter Benton dans Urgences
  - Noah Wyle pour le rôle du Dr John Carter dans Urgences (ER)

#### Meilleure actrice dans un second rôle dans une série, une mini-série ou un téléfilm
- Angelina Jolie pour le rôle de Cornelia Wallace dans George Wallace
  - Joely Fisher pour le rôle de Paige Clark dans Ellen
  - Della Reese pour le rôle de Tess dans Les Anges du bonheur (Touched by an Angel)
  - Gloria Reuben pour le rôle de Jeanie Boulet dans Urgences
  - Mare Winningham pour le rôle de Lurleen Wallace dans George Wallace

### Spéciales

#### Cecil B. DeMille Award
- Shirley MacLaine

#### Miss Golden Globe
- Clementine Ford

## Récompenses et nominations multiples

### Nominations multiples

#### Cinéma
8 : Titanic
6 : Pour le pire et pour le meilleur
5 : L.A. Confidential
4 : Will Hunting, Amistad
3 : The Boxer, Le Mariage de mon meilleur ami
2 : Boogie Nights, Des hommes d'influence, Jackie Brown, In and Out, Anastasia

#### Télévision
7 : Urgences
4 : George Wallace
3 : X-Files : Aux frontières du réel, Seinfeld, Douze hommes en colère
2 : Ally McBeal, Spin City,  La Vie à tout prix, New York Police Blues, Troisième planète après le Soleil, Frasier, Don King: Only in America, Miss Evers' Boys, L'Odyssée, Les Anges du bonheur, Dingue de toi, Ellen

#### Personnalités
2 : James Cameron, Matt Damon, James L. Brooks, Curtis Hanson

### Récompenses multiples
Légende : Nombre de récompenses/Nombre de nominations

#### Cinéma
4 / 8 : Titanic
3 / 6 : Pour le pire et pour le meilleur

#### Télévision
2 / 2 : Ally McBeal
2 / 4 : George Wallace

#### Personnalité
Aucune

### Les grands perdants

#### Cinéma
0 / 4 : Amistad
1 / 5 : L.A. Confidential

#### Télévision
1 / 7 : Urgences